# Kościół św. Marii Magdaleny w Czarnkowie
Kościół św. Marii Magdaleny w Czarnkowie – rzymskokatolicki kościół parafialny w mieście Czarnków. Należy do dekanatu czarnkowskiego. Mieści się przy ulicy Kościelnej.

## Historia, architektura i wyposażenie

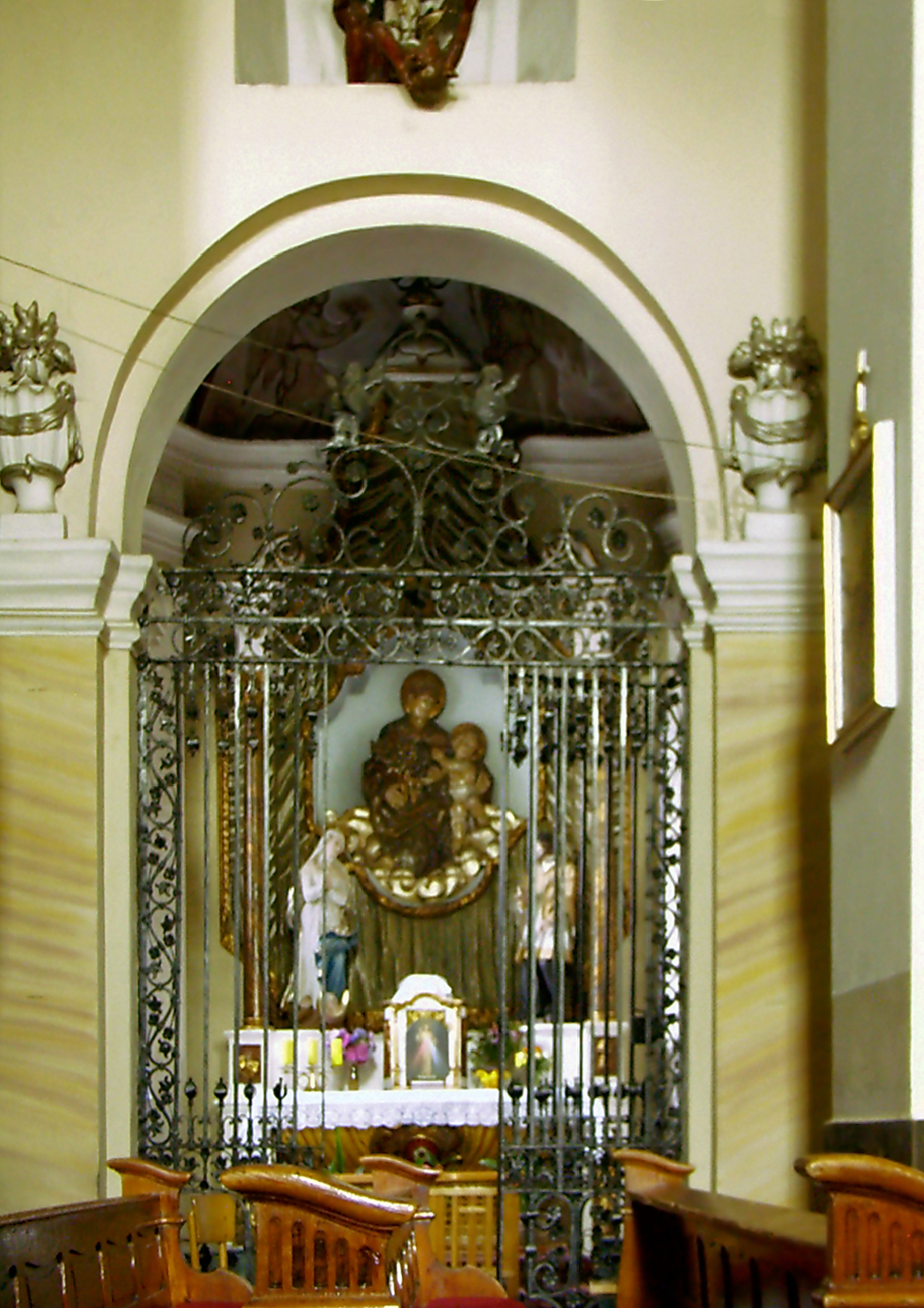
Wnętrze świątyni - ołtarz boczny

Jest to świątynia późnogotycka z XVI wieku, rozbudowana w XVII i XVIII wieku. Gotycka fasada, gwiaździste sklepienie nawy głównej i kaplicy północnej. W kruchcie tablica pamiątkowa powstańca z 1919, księdza Mikołaja Świnarskiego, zamordowanego w obozie koncentracyjnym Oranienburg. Wyposażenie wnętrza z XVII i XVIII wieku. Na belce tęczowej grupa pasyjna rokokowa. Stalle rokokowe. W kaplicy Czarnkowskich (południowej) renesansowy nagrobek Macieja Czarnkowskiego, kasztelana bydgoskiego (zmarłego 1542) i jego żony Katarzyny (zm. 1551), dłuta Hermana von Hutte i J. Zaręby, płyta mosiężna z fundacji Stanisława Czarnkowskiego, poświęcona pamięci trzech jego przodków, wykonana przez W. Kaminka 1602, sarkofag cynowy Adama Sędziwoja Czarnkowskiego, wojewody łęczyckiego i starosty generalnego Wielkopolski, uczestnika wypraw Stefana Batorego na Moskwę (zmarłego 1627), na trumnie w siedmiu owalnych płaskorzeźbach przedstawione sceny z jego życia, w głowach trumny portret. W ołtarzu obraz anioła stróża z około 1630 przypisywany H. Hahnowi. Temuż artyście przypisywany obraz Św. Rodziny z około 1630 w ołtarzu bocznym. W drugim ołtarzu bocznym obraz Madonny z Dzieciątkiem, warsztat wielkopolski około 1616. W wejściach do kaplic kraty renesansowe z 1 połowy XVII wieku. W kaplicy św. Antoniego krata z 2 połowy XVIII wieku. W zakrystii drzwi żelazne 1582.